# 津久井啓太
津久井 啓太（つくい けいた、1969年2月17日 - ）は、日本の元俳優。東京都出身。

## 出演作品

### 映画
- 七人のおたく（1992年、東映）
- 眠らない街〜新宿鮫〜（1993年、東映）
- 今日から俺は!!（1994年、東映） - 谷川安夫 役
- 免許がない!（1994年、東宝）
- ダンガン教師（1995年、東映ビデオ） - 明 役
- さわこの恋2 1000マイルも離れて（1995年、ケイエスエス） - 榎 役
- スーパーの女（1996年、東宝） - 青果部助手（みつる） 役
- That's カンニング! 史上最大の作戦?（1996年、東映） - 春田の助手 役
- マルタイの女（1997年、東宝） - ニシ 役
- 陽炎4（1998年、松竹） - 角田幸太郎 役
- 釣りバカ日誌シリーズ（松竹）
  - 釣りバカ日誌イレブン（2000年） - 平目役
  - 釣りバカ日誌12 史上最大の有給休暇（2001年） - 同上
  - 釣りバカ日誌13 ハマちゃん危機一髪!（2002年） - 海老名 役
- ドラッグストア・ガール（2004年、松竹） - 沼田の娘婿 役

### オリジナルビデオ
- 今日から俺は!! シリーズ（1993年 - 1997年、東映ビデオ） - 谷川安夫 役
- あ・キレた刑事（2001年、東映Vシネマ） - 三輪充 役
  - あ・キレた刑事2 決闘（2002年） - 三輪充 役

### テレビドラマ
- 月曜ドラマスペシャル（TBS）
  - 新・寺内貫太郎一家（1991年11月25日） - アキオ 役 ※ 志甫 啓太名義
  - 向田邦子終戦特別企画「言うなかれ、君よ、別れを」（1996年8月12日）
  - 「ヤマ勘記者の事件日誌」シリーズ（1997年） - 若月伸吾 役
  - 「愛されなかった女」（1998年2月9日）
  - 「十津川警部シリーズ16」（1999年1月4日） - 青雲電気社員 役
- 金曜ドラマシアター（フジテレビ）
  - 「D坂殺人事件 名探偵明智小五郎誕生」（1992年1月24日） ※ 志甫 啓太名義
  - 「華岡青洲の妻」（1992年10月30日）
- 俺たちルーキーコップ（1992年、TBS） - 柿沼浩 役
- さくらももこランド・谷口六三商店（1993年、TBS） - チャンドラ・プラカーシュ 役
- HOTEL スペシャル'93秋（1993年9月30日、TBS）
- JOCX-MIDNIGHT「シチリアの龍舌蘭」（1994年、フジテレビ） - テパ 役
- さんかくはぁと（1995年、テレビ朝日）
- 月曜特集特別企画・日本名作ドラマ「夫婦善哉」（1995年2月6日、テレビ東京）
- きのうの敵は今日も敵（1995年、TBS）
- 世にも奇妙な物語 冬の特別編「追っかけ」（1996年1月4日、フジテレビ） - 加藤 役
- ウイークエンドドラマ「金魚のフン」（1996年、テレビ朝日） - 大島 役
- メロディ（1997年、TBS）
- 土曜ワイド劇場（テレビ朝日）
  - 「牟田刑事官事件ファイル23」（1997年4月19日） - 山崎 役
  - 「混浴露天風呂連続殺人18」（1998年11月21日） - 木村 役
- 金曜エンタテインメント（フジテレビ）
  - 「人情教授 夏目龍之介」（1998年5月8日） - 小林眞吾 役
  - 「夏樹静子ミステリー アリバイの彼方に2」（2002年10月18日） - 石上誠 役
- 火曜サスペンス劇場「警部補 佃次郎」シリーズ（1999年、日本テレビ） - 木村 役 ※第8 - 9作のみ
- ブースカ! ブースカ!! 第16話「ギノ! ズッコケ宇宙保安官」（2000年1月22日、テレビ東京） - 宇宙保安官（タコチュー星人） 役
- つぐみへ…～小さな命を忘れない～（2000年、テレビ朝日）
- 向田邦子ドラマスペシャル「寺内貫太郎一家2000」（2000年9月22日、TBS） - 豆腐屋 役
- 愛のことば（2001年、東海テレビ）
- 松本清張サスペンス特別企画「霧の旗」（2003年9月16日、TBS） - 阿部の友人 役
- 水曜プレミア 新春ドラマ特別企画「夏目家の食卓」（2005年1月5日、TBS）